# Draba glomerata
Draba glomerata är en korsblommig växtart som beskrevs av John Forbes Royle. Draba glomerata ingår i släktet drabor, och familjen korsblommiga växter. Inga underarter finns listade i Catalogue of Life.